# Callianthe megapotamica
Callianthe megapotamica (A.Spreng.) Dorr è una pianta della famiglia delle Malvacee, endemica del Brasile meridionale.

## Descrizione
Il suo fusto cresce fino a 2,5 m con foglie lunghe d 5 ad 8 cm ovate a tre lobi. I fiori sono di color giallo-arancione con una base rossa, sono costituiti da cinque petali lunghi circa 4 cm.